# کنگو اوکوچی
کنگو اوکوچی (انگلیسی: Kengo Ohkuchi; ۹ نوامبر ۱۹۸۱ – ) بازیگر اهل ژاپن بود.